# Schizophragma peruana
Schizophragma peruana är en stekelart som beskrevs av Dmitriy Alekseevich Ogloblin 1949. Schizophragma peruana ingår i släktet Schizophragma och familjen dvärgsteklar. Inga underarter finns listade i Catalogue of Life.